# Burundi i olympiska sommarspelen 2016
Burundi deltog med nio deltagare vid de olympiska sommarspelen 2016 i Rio de Janeiro. Totalt vann de en silvermedalj.

## Medaljer
| Medalj | Namn               | Sport     | Gren      |
| ------ | ------------------ | --------- | --------- |
| Silver | Francine Niyonsaba | Friidrott | 800 meter |

## Friidrott
Key
- Notera– Placeringar avser endast det specifika heatet.
- Q = Tog sig vidare till nästa omgång
- q = Tog sig vidare till nästa omgång som den snabbaste förloraren eller, i fältgrenarna, genom placering utan att nå kvalgränsen
- NR = Nationellt rekord
- N/A = Omgången fanns inte i grenen
- Bye = Idrottaren behövde inte tävla i omgången

Herrar
Bana och väg
| Idrottare                   | Gren                   | Heat     | Heat      | Semifinal        | Semifinal        | Final            | Final            |
| Idrottare                   | Gren                   | Resultat | Placering | Resultat         | Placering        | Resultat         | Placering        |
| --------------------------- | ---------------------- | -------- | --------- | ---------------- | ---------------- | ---------------- | ---------------- |
| Antoine Gakeme              | Herrarnas 800 meter    | 1:47,46  | 6         | Gick inte vidare | Gick inte vidare | Gick inte vidare | Gick inte vidare |
| Olivier Irabaruta           | Herrarnas 5 000 meter  | 13:44,08 | 17        | i.u.             | i.u.             | Gick inte vidare | Gick inte vidare |
| Olivier Irabaruta           | Herrarnas 10 000 meter | i.u.     | i.u.      | i.u.             | i.u.             | 28:32,75         | 27               |
| Pierre-Célestin Nihorimbere | Herrarnas maraton      | i.u.     | i.u.      | i.u.             | i.u.             | 2:29:38          | 115              |
| Abraham Niyonkuru           | Herrarnas maraton      | i.u.     | i.u.      | i.u.             | i.u.             | DNF              | DNF              |

Damer
Bana och väg
| Idrottare          | Gren                  | Heat     | Heat      | Semifinal | Semifinal | Final       | Final     |
| Idrottare          | Gren                  | Resultat | Placering | Resultat  | Placering | Resultat    | Placering |
| ------------------ | --------------------- | -------- | --------- | --------- | --------- | ----------- | --------- |
| Francine Niyonsaba | Damernas 800 meter    | 1:59,84  | 1 Q       | 1:59,59   | 2 Q       | 1:56,49     | 2         |
| Diane Nukuri       | Damernas 10 000 meter | i.u.     | i.u.      | i.u.      | i.u.      | 31:28,69 NR | 13        |

## Judo
| Idrottare          | Gren                         | Omgång 1              | Omgång 2             | Kvartsfinaler        | Semifinaler          | Återkval             | Final / BM           | Final / BM       |
| Idrottare          | Gren                         | Motståndare Resultat  | Motståndare Resultat | Motståndare Resultat | Motståndare Resultat | Motståndare Resultat | Motståndare Resultat | Placering        |
| ------------------ | ---------------------------- | --------------------- | -------------------- | -------------------- | -------------------- | -------------------- | -------------------- | ---------------- |
| Antoinette Gasongo | Damernas halv lättvikt −52kg | Ramos (POR) L 000–102 | Gick inte vidare     | Gick inte vidare     | Gick inte vidare     | Gick inte vidare     | Gick inte vidare     | Gick inte vidare |

## Simning
| Idrottare           | Gren                  | Heat  | Heat      | Semifinal        | Semifinal        | Final            | Final            |
| Idrottare           | Gren                  | Tid   | Placering | Tid              | Placering        | Tid              | Placering        |
| ------------------- | --------------------- | ----- | --------- | ---------------- | ---------------- | ---------------- | ---------------- |
| Billy-Scott Irakose | Herrarnas 50 m frisim | 26,36 | 66        | Gick inte vidare | Gick inte vidare | Gick inte vidare | Gick inte vidare |
| Elsie Uwamahoro     | Damernas 50 m frisim  | 33,70 | 80        | Gick inte vidare | Gick inte vidare | Gick inte vidare | Gick inte vidare |